# Giovanni Agnelli
Giovanni Agnelli (Lhi Vialar, el Piemont, 13 d'agost de 1866 - Torí, 16 de desembre de 1945) fou un empresari i senador italià, fundador de la FIAT.
El 1899, Agnelli va esdevenir primer secretari de la Fabbrica Italiana Automobili Toríno (Fiat), creada per un grup d'italians rics entusiastes de la idea d'accedir al mercat automobilístic francès. La majoria dels seus col·legues estaven interessats en innovacions salvatges per a guanyar carreres, però Agnelli pensava més en cotxes en sèrie fabricats a gran escala. Agnelli va assentar les bases del que ara és el major complex industrial d'Itàlia, la qual cosa ha convertit Torí en la major ciutat empresarial d'Europa.
Davall el seu autocràtic comandament, Fiat va arribar a dominar la branca automobilística i va penetrar en tots els camps de la indústria pesant, des dels coixinets de boles fins a qualsevol tipus de vaixells i avions de guerra. El 1932 va viatjar a Rússia per a instal·lar dues enormes fàbriques de coixinets i peces foses, visita que, després de la Segona Guerra Mundial, finalment va donar els seus fruits, perquè Fiat va ser triada per a alçar, pràcticament sola, la indústria automobilística de la Unió Soviètica.
Després de la seua mort, la FIAT va ser dirigida per Vittorio Valletta mentre el net del fundador, també anomenat Giovanni, però més conegut com a Gianni Agnelli, es preparava per a fer-se càrrec de l'empresa.